# Lorraine Hansberry

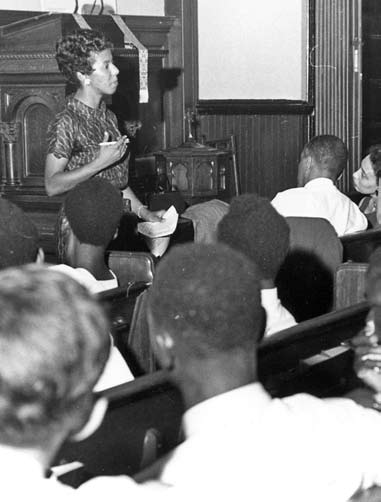
Lorraine Hansberry (um 1960)

Lorraine Vivian Hansberry (* 19. Mai 1930 in Chicago; † 12. Januar 1965 in New York, NY) war eine amerikanische Dramatikerin und politische Aktivistin.

## Leben

### Kindheit und Jugend
Lorraine Hansberry war das jüngste von vier Kindern des Immobilienmaklers Carl Augustus Hansberry (1885–1946) und der Lehrerin Nannie Louise Hansberry geb. Perry. Ihr Onkel war der Geschichtsprofessor William Leo Hansberry (1894–1965). Hansberrys Eltern engagierten sich beide politisch für die schwarze Community und gegen Rassentrennung, Carl Hansberry war auch aktives Mitglied der NAACP und National Urban League. Sein Wohlstand ging auf fragwürdige Immobiliengeschäfte zurück. Lorraine Hansberry wuchs in der Woodlawn Neighborhood im Süden Chicagos auf.
1938 kaufte die Familie ein Haus in Washington Park Subdivision, einem weißen Vorort von Chicago, in dem sie heftigen rassistischen Repressalien ausgesetzt war: So wurde sogar der Kauf des Hauses durch ein Abkommen angefochten, das Afroamerikanern den Kauf von Häusern in der Gegend verbieten sollte. Carl Hansberry klagte dagegen, was schließlich zur Grundsatzentscheidung im Fall Hansberry v. Lee, 311 U.S. 32 (1940) vor dem Obersten Gerichtshof der Vereinigten Staaten führte, die zugunsten der Familie ausfiel. Diese Erfahrungen inspirierten Lorraine Hansberry später zu ihrem wohl bekanntesten Werk, dem Theaterstück A Raisin in the Sun.

### New York City

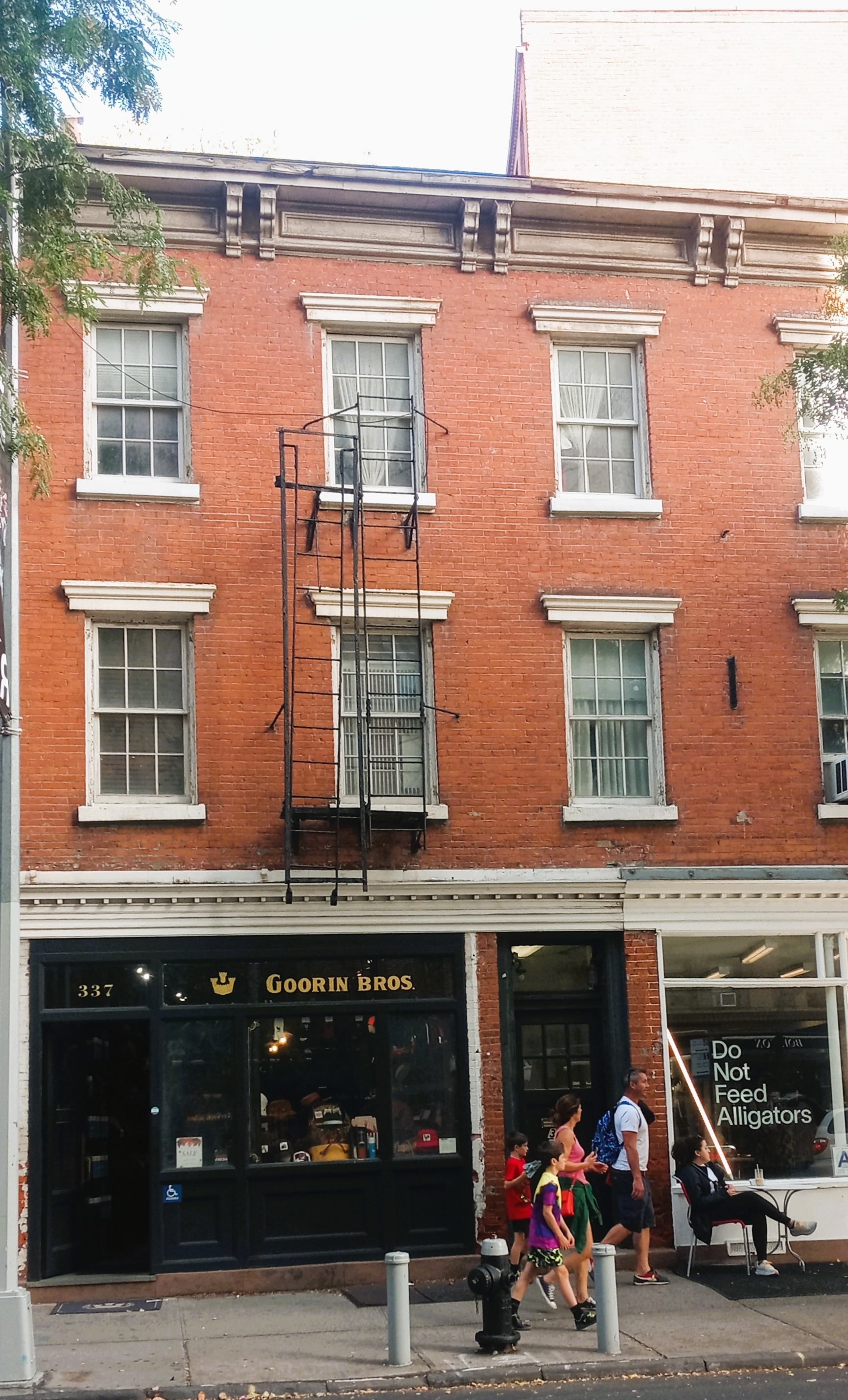
Greenwich Village, 337 Bleecker Street, 1953 bis 1960 Wohnung von Lorraine Hansberry und ihrem Mann (Foto von 2023)

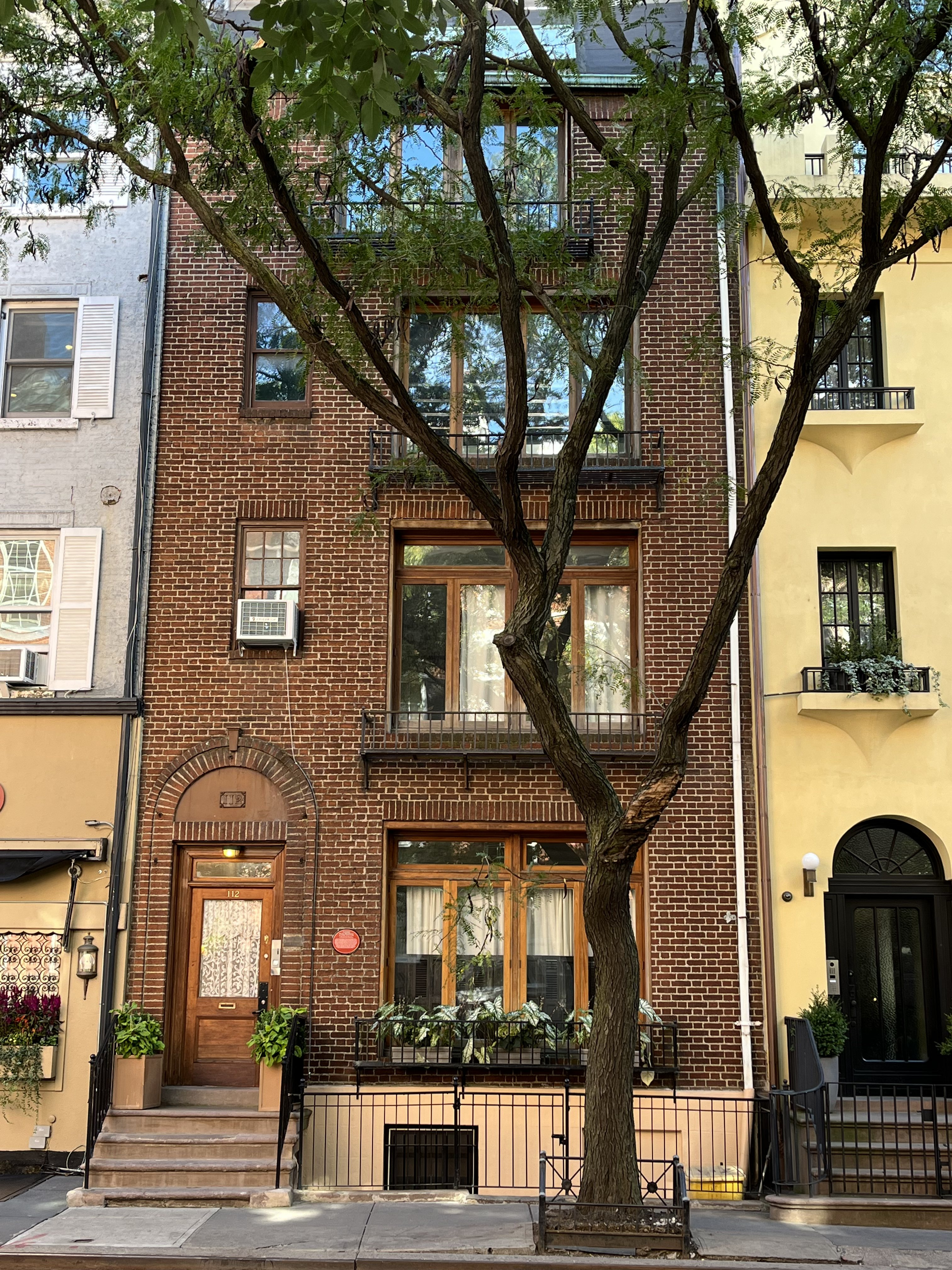
Greenwich Village, 112 Waverly Place, 1960 bis 1965 Hansberrys Haus (Foto von 2024)

Hansberry studierte an der University of Wisconsin–Madison, bevor sie 1950 nach New York City zog, wo sie die New School besuchte und sich in der Bürgerrechtsbewegung engagierte. 1951 begann sie als Redakteurin für die afroamerikanische Zeitschrift Freedom zu schreiben. 1953 heiratete sie Robert Nemiroff (1929–1991), einen jüdischen Aktivisten, Songwriter, Schriftsteller und Theaterproduzenten. In ihrer Hochzeitsnacht nahm das Ehepaar an Protesten gegen die Hinrichtung von Ethel und Julius Rosenberg teil. Ab 1953 begann Hansberry auch eigene literarische Texte zu verfassen. 1956 landete Nemiroff mit seinem Song Cindy, Oh Cindy einen weltweiten Hit, was Hansberry in die finanzielle Lage setzte, sich hauptberuflich dem Schreiben zu widmen.
Das Paar wohnte 1953 bis 1960 im obersten Stockwerk eines Hauses im Stadtteil Greenwich Village, 337 Bleecker Street.
Ihr Durchbruch gelang Hansberry mit dem Stück A Raisin in The Sun, das 1959 uraufgeführt wurde. Es war das erste Stück einer schwarzen Autorin, das am Broadway produziert wurde. Das Stück wurde in 35 Sprachen übersetzt und mit dem New York Drama Critics’ Circle Award ausgezeichnet. Sie erstellte auch die Drehbuchfassung, die 1961 von Daniel Petrie mit Sidney Poitier verfilmt wurde (dt. Titel: Ein Fleck in der Sonne).
Mit den Einnahmen aus ihrem Erfolgsstück kaufte sie sich 1960 ein Haus in Greenwich Village, 112 Waverly Place, in unmittelbarer Nähe zum Washington Square Park, in dem sie bis zu ihrem Tod lebte.
Neben diversen Essays verfasste Hansberry das Buch The Movement: Documentary of a Struggle for Equality über die Bürgerrechtsbewegung und die Stücke Das Zeichen am Fenster, Les Blancs und Jung, begabt und schwarz.
Sie hat am 24. Mai 1963 am inoffiziellen Baldwin-Kennedy Treffen teilgenommen.
1964 ließen sich Hansberry und Nemiroff scheiden, führten aber ihre gemeinsame Arbeit weiter fort. Mehrere Briefe an ihren Mann und insbesondere eine Korrespondenz mit dem lesbischen Magazin The Ladder belegen, dass Hansberry über Jahre hinweg homosexuelle Beziehungen pflegte. Sie war auch Mitglied der Daughters of Bilitis, der ersten lesbischen Bürgerrechtsorganisation in den Vereinigten Staaten.

### Tod
1964 erkrankte Hansberry an Bauchspeicheldrüsenkrebs. Sie starb im folgenden Jahr im Alter von nur 34 Jahren. Nina Simone, eine enge Freundin von Hansberry, schrieb das Lied To Be Young, Gifted and Black in Gedenken an sie und sang das Lied auf ihrer Beerdigung.

## Rezeption
Lorraine Hansberry wurde in die Anthologie Daughters of Africa aufgenommen, die 1992 von Margaret Busby in London und New York herausgegeben wurde.

## Werke
- A Raisin in the Sun. 1959
- Ein Fleck in der Sonne. Drehbuch, 1961
- On Summer. Essay, 1960
- The Drinking Gourd. 1960
- The Movement: Documentary of a Struggle for Equality. 1964
- The Sign in Sidney Brustein's Window. 1965
- To Be Young, Gifted and Black: Lorraine Hansberry in Her Own Words. 1969
- Les Blancs: The Collected Last Plays. Hg. Robert Nemiroff. 1994